# Cẩm quỳ (màu)
Cẩm quỳ (tiếng Anh: mauve, tiếng Pháp: malva, bắt nguồn từ tên gọi chung của các loài cẩm quỳ (chi Malva họ Malvaceae)) là một màu tím có thể được miêu tả là giống như màu hoa cà có ánh hồng xám nhạt. Đây là một trong rất nhiều màu sắc trong dãy màu tía. Nó có ánh xám và lam hơn là ánh của màu hồng sẫm.

## Phát hiện
Bài chính: Mauvein
Màu cẩm quỳ được đặt tên lần đầu tiên năm 1856. Nhà hóa học William Perkins, khi đó mới 18 tuổi, đã thử điều chế ký ninh nhân tạo để làm thuốc chống sốt rét. Phần còn lại ngoài dự kiến đã vô tình được ông để ý và nó đã trở thành thuốc nhuộm anilin đầu tiên — chính xác là mauvein, đôi khi được gọi là anilin màu tía. Perkins đã rất thành công trong việc giới thiệu phát kiến của mình cho ngành công nghiệp sản xuất thuốc nhuộm, vì thế tiểu sử của ông do Simon Garfield viết được đặt tiêu đề là Mauve, tức "màu cẩm quỳ" (2001).
Thập niên cẩm quỳ (The Mauve Decade) là nhan đề mà Thomas Beer (1889-1940) tìm ra để đặc tả cho "lối sống Mỹ vào cuối thế kỷ 19" vào năm 1926. Nhìn lại thời gian này, Beer không thích xu hướng mà nước Mỹ tiến tới, ông tin rằng nó đã rời xa khỏi các truyền thống của Tân Anh tới thời gian của "sự suy sụp và những cách nói vô nghĩa". Ông lấy nhan đề từ trích dẫn từ nghệ sĩ James Whistler: "Cẩm quỳ chỉ là hồng cố trở thành tía."

## Tọa độ màu
```
Số Hex
 = #E0B0FF

RGB
 (r, g, b) = (224, 176, 255)

CMYK
 (c, m, y, k) = (12, 31, 0, 0)

HSV
 (h, s, v) = (276, 31, 100)
```